# Dolton (Devon)
Pour les articles homonymes, voir Dolton.
Dolton est un village et une paroisse civile du Devon, situé dans l'Angleterre du Sud-Ouest. 